# Cercle artistique d'Auderghem
Le Cercle artistique d'Auderghem est une association d'artistes en arts visuels de l'entre-deux-guerres dont le siège était situé à Auderghem, commune bruxelloise.

## Historique
Auguste Oleffe est l'initiateur du Cercle artistique d'Auderghem créé le 8 mai 1932 par Joseph Vander Kuylen, secrétaire-trésorier, Oleffe étant entre-temps décédé. Le "Cercle" militait pour la création d'un musée à Auderghem afin de pouvoir y exposer les œuvres de ses membres.

## Membres
Les membres du cercle étaient Alfred Bastien, Firmin Baes, Bernard Callie, Louis Cambier, John Cannell, Jean Colin, Georges Higuet, Jehan Frison, Ferdinand Geysen, JJ Houyoux, Maurice Langaskens, Henri Logelain, Amédée Lynen, Médard Maertens, PA Masui, Kurt Peiser, Albert Phillipot, Albert Pinot, Frans Smeers, Charles et Philippe Swyncop, War Van Asten, Jules Vandeleene, Frans Van Hoof et Joseph Witterwulghe.